# 益田孝

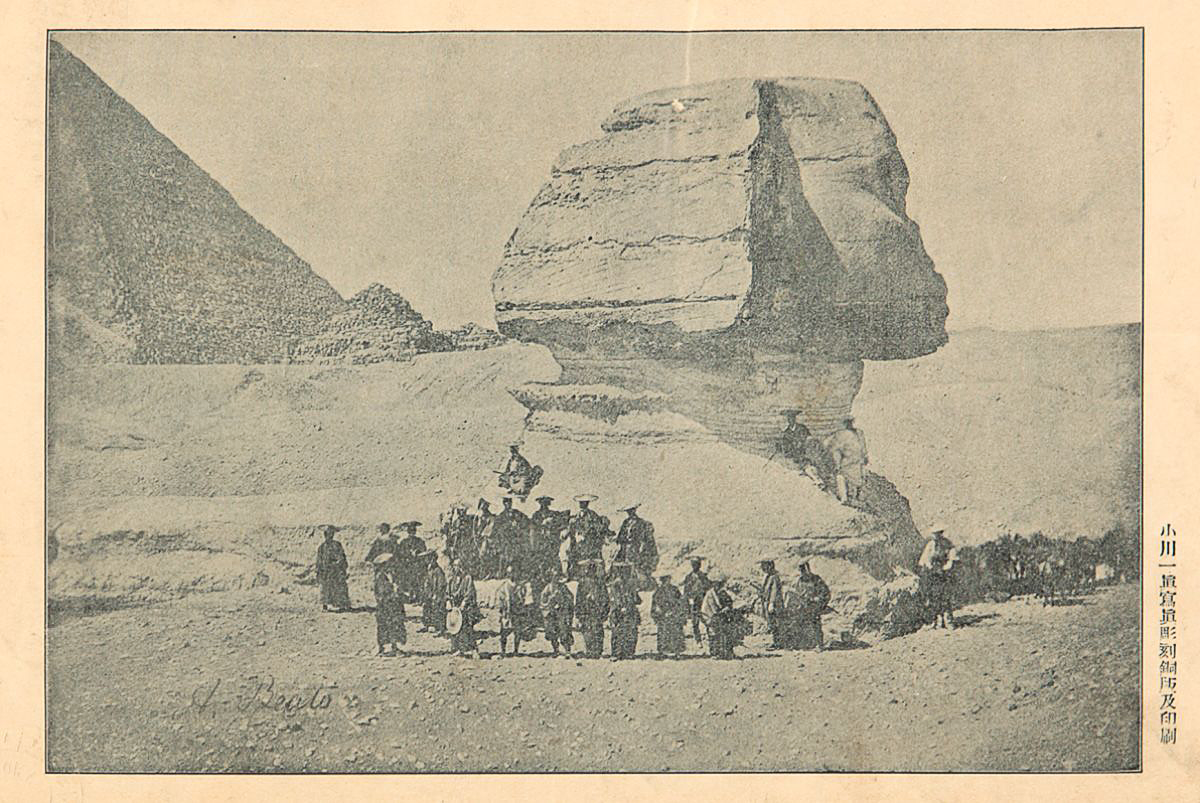
スフィンクスで記念撮影する遣欧使節団一行（1864年）、アントニオ・ベアート撮影

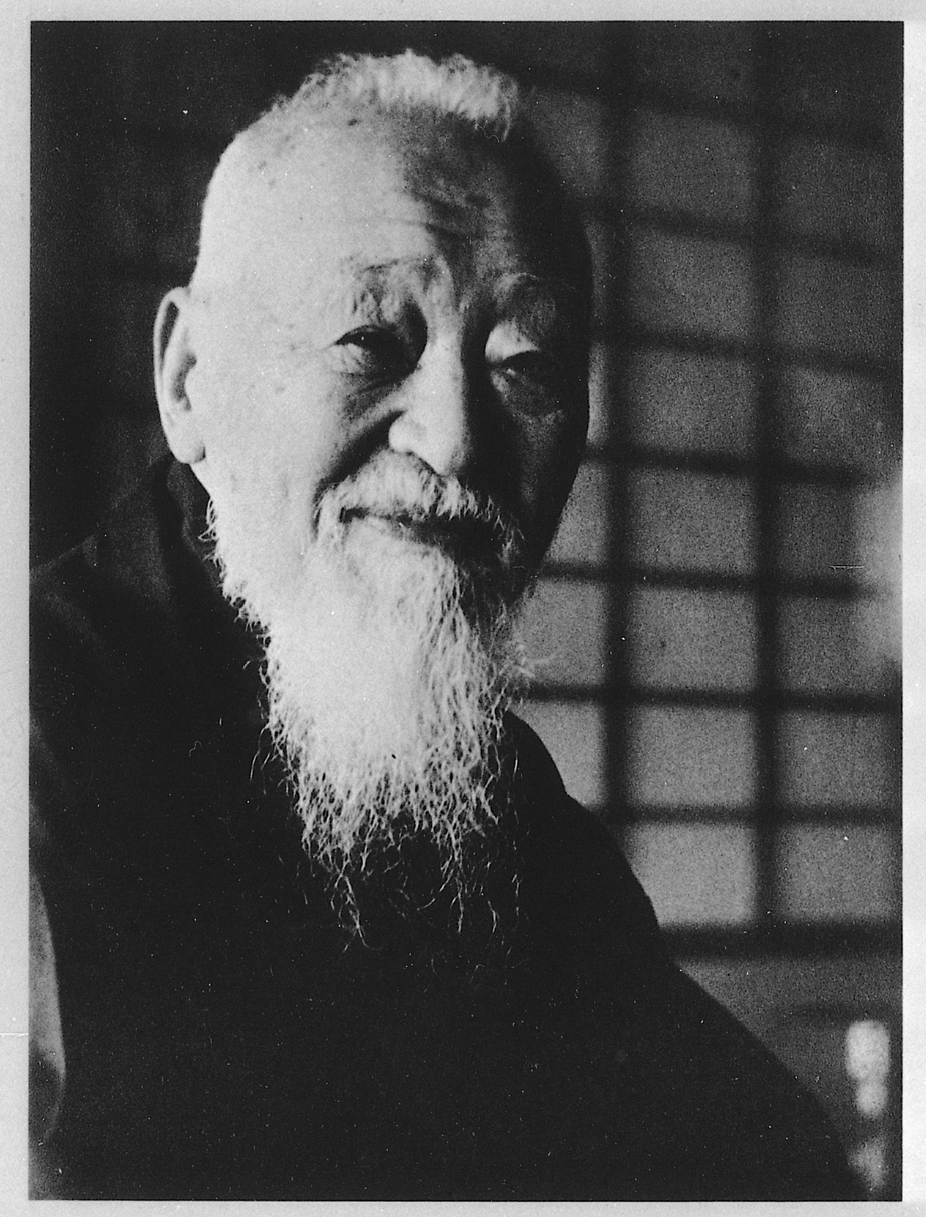
益田 孝

益田 孝（ますだ たかし、嘉永元年10月17日（1848年11月12日） - 昭和13年（1938年）12月28日）は、日本の実業家。男爵。三井合名理事長。
草創期の日本経済を動かし、三井財閥を支えた。明治維新後、世界初の総合商社・三井物産の設立に関わり、日本経済新聞の前身である中外物価新報を創刊した。茶人としても高名で鈍翁と号し、「千利休以来の大茶人」と称された。

## 経歴
佐渡国雑太郡相川町（現在の新潟県佐渡市相川）に生まれる。幼名は徳之進。父の鷹之助は箱館奉行を務めた後、江戸に赴任。孝も江戸に出て、ヘボン塾（現・明治学院大学）に学び、麻布善福寺に置かれていたアメリカ公使館に勤務、ハリスから英語を学ぶ。文久3年（1863年）、フランスに派遣された父とともに遣欧使節団（第二回遣欧使節、または横浜鎖港談判使節団）に参加し、ヨーロッパを訪れている。ヨーロッパから帰国後は幕府陸軍に入隊。騎兵畑を歩み、慶応3年（1867年）6月15日には旗本となり、慶応4年（1868年）1月には騎兵頭並に昇進した。
明治維新後は明治2年（1869年）から横浜の貿易商館ウォルシュ・ホール商会に事務員として1年間勤務して多くの商取引を見聞したのち、自ら中屋徳兵衛と名乗って輸出商を手掛けた。この時期仕事仲間から紹介された大蔵大輔（大蔵次官）の井上馨の勧めで明治5年（1872年）に大蔵省に入り、造幣権頭となり大阪へ赴任し、旧幕時代の通貨を新貨幣にきりかえる任にあたった。翌明治6年（1873年）に尾去沢銅山汚職事件で井上が下野すると益田も続いて職を辞した。翌明治7年（1874年）には、英語に堪能だったこともあって井上が設立した先収会社の東京本店頭取（副社長）に就任。明治9年（1876年）には中外物価新報を創刊。同年、先収会社を改組して三井物産設立と共に同社の初代総轄（社長）に就任する。三井物産では綿糸、綿布、生糸、石炭、米など様々な物品を取扱い、明治後期には取扱高が日本の貿易総額の2割ほどをも占める大商社に育て上げた。
三井物産が設立されてからは、渋沢栄一と共に益田の幕府騎兵隊時代の同期生の矢野二郎（商法講習所所長）を支援したため、物産は多くの一橋大学出身者が優勢を占めた。三井内部では、工業化路線を重視した中上川彦次郎に対して商業化路線を重視したとされている（但し、後述の三井鉱山の設立や團琢磨を重用したように工業化路線を軽視したわけではなかった）。さらに、三井財閥総帥であった中上川の死後実権を握ると、経営方針の中で、中上川により築き上げられた三井内の慶應義塾出身者を中心とする学閥を排除することを表明し、中上川の後継者と目されていた朝吹英二を退任させ、三井財閥総帥には團琢磨を、三井銀行には早川千吉郎を充てた。
また、工部省から三池炭鉱の払下げを受け、明治22年（1889年）に「三池炭鉱社」（後の三井鉱山）を設立、團を事務長に据えた。明治33年（1900年）に台湾製糖設立。大正2年（1913年）、辞任。
大正7年（1918年）、男爵に叙される。昭和8年（1933年）、家督を長男に譲り財界の第一線から引退したが、わずかに三井合名顧問、自ら立ち上げた益田農事株式会社社長の肩書は残した。昭和13年（1938年）12月18日、風邪に気管支炎を併発して神奈川県小田原市の自宅にて療養を開始。同年12月27日に昏睡状態に陥り、翌12月28日に死去。墓所は護国寺にある。

## 数寄者として
- 明治中期頃から茶道をたしなみ、明治39年（1906年）には小田原市の板橋に別邸掃雲台を造営し数多くの茶席を建てた。このことが後に近代茶人らが小田原・箱根へ集まる初めとなっている。近代小田原三茶人の1人としても知られる。
- 趣味の茶器収集も有名であった。「鈍翁」の号は、彼が収集した茶器の1つ「鈍太郎」（表千家6世家元・原叟宗左の製作）に由来する。
- 佐竹本三十六歌仙絵巻や西本願寺本三十六人家集の切断に関わる中心人物であった。切断は彼の自邸で行われるなど便宜を図っており、その評価は分かれるところである。
- 弟で実業家の益田英作も野々村仁清作の色絵金銀菱文茶碗（重要文化財）などに代表される収集家である。また、共に箱根強羅の別荘地開発に深く関わった。大正15年（1926年）には慶應義塾大学医学部に寄附を行い、食養研究所が設立された[6]。

## 栄典
- 1925年（大正14年）12月1日 - 従四位[7]

## 系譜
- 瓜生繁子（日本最初の女子留学生の一人）は実妹。
- 本妻の栄子は旧友矢野二郎の妹。絶世の美女と言われ、孝の懇願により結婚に至った。結婚式は戊辰戦争勃発の前日、益田家で行なわれ、花嫁の栄子を乗せた駕籠が4人の担ぎ手によって客間の真中に運びこまれた様子を、妹の繁子が回想録に綴っている[8]。
- 長男は夭逝。次男に劇作家・益田太郎冠者。妾との間に生まれた三男は初代小田原市長の益田信世。歌手・岩崎宏美の最初の夫や、幻生社取締役の英子は孝の玄孫にあたる。
- 福澤諭吉と縁の深い益田克徳（非黙）や益田英作（紅艶）は実弟で、兄と同じく財界数寄者であった。英作は貿易商[9]
- 孫娘の吉田多嘉は信世の娘でもあったが、孝の妻の姓を引き継いだ。多嘉は当時人気の野球選手だった小川年安（慶大→大阪タイガース）を婿に迎えた[10]。
- 妾のたき子は、益田の数寄者仲間である山縣有朋の妾・貞子の姉[11]。姉妹は元芸妓。

## 関連文献
- 「自叙益田孝翁伝」 （長井実編、中公文庫） 口述筆記を元にしている
- 白崎秀雄 「鈍翁・益田孝」〈上・下〉 （新潮社／中公文庫）
- 松永秀夫 「益田孝天人録 横浜で実学を修め三井物産の誕生へ」（新人物往来社、2005年）
- 小川恭一『寛政譜以降旗本家百科事典』東洋書林〈第1巻 第2巻 第3巻 第4巻 第5巻 第6巻〉、1997年。 NCID BA32777714。, ISBN 4887213034, ISBN 4887213042, ISBN 4887213050, ISBN 4887213069, ISBN 4887213077, ISBN 4887213085
- 馬場あき子 ほか「秘宝三十六歌仙の流転―絵巻切断」日本放送出版協会 1984年
- 齋藤康彦『益田鈍翁 近代数寄者の大巨頭』（宮帯出版社、2023年）